# Nonnendorf (Niederer Fläming)
Nonnendorf ist ein Ortsteil der Gemeinde Niederer Fläming im Landkreis Teltow-Fläming in Brandenburg. Der Ort gehört dem Amt Dahme/Mark an und war bis zum 31. Dezember 1997 eine eigenständige Gemeinde.

## Lage

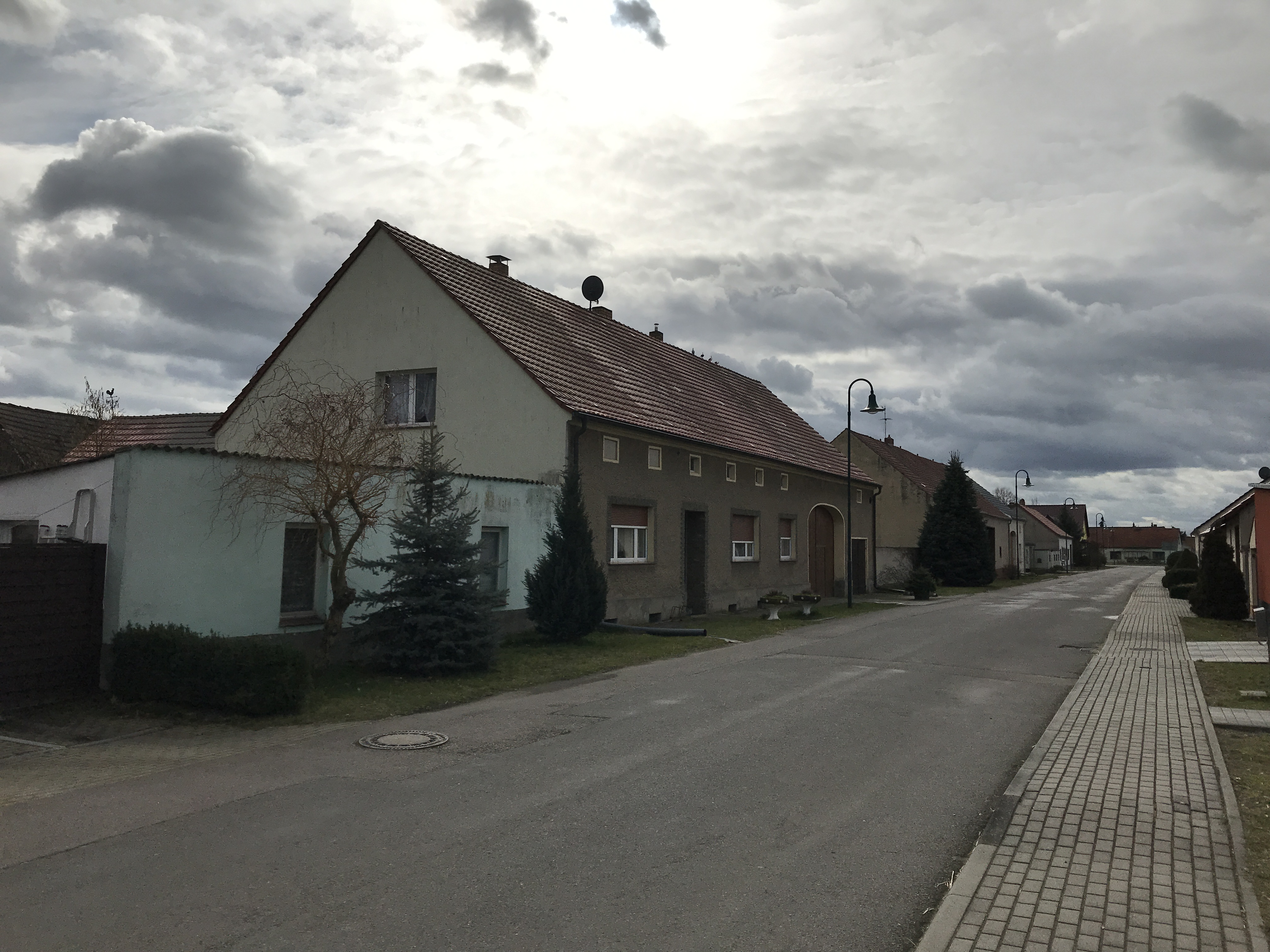
Dorfstraße, Blick nach Süden

Nonnendorf liegt nordwestlich des Stadtzentrums an der Bundesstraße 102, die von Dahme/Mark nach Jüterbog verläuft. Nördlich befindet sich der weitere Ortsteil Schlenzer, gefolgt von den weiteren Ortsteilen Waltersdorf, Niebendorf-Heinsdorf und Wahlsdorf, das zu Dahme/Mark gehört. Sie reihen sich in einer gedachten Linie nordöstlich des Ortes aneinander. Südöstlich liegen die weiteren Ortsteile der Gemeinde Niederer Fläming Niederseefeld und Hohenseefeld, südlich Wiepersdorf, östlich Reinsdorf sowie Werbig im Nordnordosten. Nördlich liegen die Waldgebiete Niebendorfer Heide sowie Wahlsdorfer Bauernheide, südlich das Ländchen Bärwalde.

## Geschichte und Etymologie

### 13. bis 17. Jahrhundert
Nonnendorf wurde bereits 1235/1253 als Nannendorff erstmals urkundlich erwähnt und befand sich zu dieser Zeit in unmittelbarem Besitz des Erzbischofs. Der Name wechselte in den darauf folgenden Jahrzehnten von Nannendorph im Jahr 1369 zu Nannendorff im Jahr 1388. Der Ort teilte aber offenbar ein ähnliches Schicksal wie das benachbarte Reinsdorf, denn bereits 1459 wurde Nonnendorf als wüste Feldmark bezeichnet. Aus dem Jahr 1538 ist noch die Existenz einer Kirche überliefert; ihre Geschichte bislang unbekannt. Möglicherweise wurde auch sie im Dreißigjährigen Krieg zerstört, denn aus dem Jahr 1687 wurde weiterhin von einer wüsten Feldmark berichtet. Die Besitzverhältnisse wechselten in dieser Zeit bis 1687 zwischen dem Erzbischof, dem Kloster Zinna sowie den Herren von der Dahme. Erst die Herzöge aus Sachsen-Weißenfels bemühten sich, die Siedlung aufzubauen und verkauften sie daher im Jahr 1688 für 1200 Gulden an einen Herrn Friedrich von Bir(c)kholtz, dem Pächter des Rittergutes in Hohenahlsdorf. Ab 1691 erfolgte der lang ersehnte Wiederaufbau, der von Erfolg gekrönt war.

### 18. Jahrhundert
1711 übernahm Lüdertz Sohn Hans Heinrich von Lüderitz das gutsherrliche Anwesen in Nonnendorf. Aus dem Jahr 1722 ist ein Rittergut mit 32 Hufen erwähnt, in dem es eine Schäferei und Drescherhäuser gab. Drei Jahre später übernahm ein Vetter Jost Ernst von Lüderitz das Gut. Er hielt es jedoch nicht lange und so wechselten im 18. und 19. Jahrhundert wiederum mehrfach die Besitzer: Von 1733 herrschte dort die Familie von Schönebeck, hier Friedrich von Schöenbeck. Anschließend bis 1789/1790 der Amtmann Renner, danach von 1789/1790 bis 1803 die Familie des Adolph Konrad von Kamptz.

### 19. Jahrhundert
Anfang des 19. Jahrhunderts galt der Ort, bestehend aus dem Dorf und dem Gutsbezirk, also als ein schriftsässiges Rittergut und Dorf im Herzogtum Sachsen, im Fürstentum Querfurt, im Amt Dahme. Damals hatte der Ort dreizehn Häuser, auf Rittergutsboden stehend, und 70 Einwohner.
Die von Kamptz übergaben es um 1803 an den Freiherrn Friedrich Heinrich von Schenkendorf, der den Ort nur zwei Jahre bis 1805 besaß. Offenbar warf das Gut kaum Erträge ab und so kam es 1805 zur Familie von der Schulenburg, die es bis um 1812 behielt. Der Kaufbetrag soll 49.000 Thlr. gewesen sein. Dies war Johann Heinrich (Friedrich) Samuel von der Schulenburg, zunächst mit seiner ersten Frau Amalie Friedrike Luise Freiin von Meusebach-Voigstedt, Tochter des Freiherrn Christian Carl von Meusebach; Scheidung 1807. Auf ihr Gesuch hin wurde Gut Nonnendorf subhastiert. Schulenburg verlobte sich 1807 mit Julie von Retzow, verstarb aber im Folgejahr. Danach waren von um 1812 bis 1815 die Geschwister (von) Wedel im Ort tätig, die es nach 1815 an die bürgerliche Familie Birkner weitergaben. In dieser Zeit entstand vermutlich um 1816 eine Brennerei. Die Birkner, 1827 Carl Birkner, hielten Nonnendorf über vier Generationen. 1857 hieß der Rittergutsbesitzer Max Birkner. Um 1880 betrug die Gutsgröße etwa 365,48 ha, davon 115,23 ha Wald. Im Ort kam es erst zu einem bescheidenen wirtschaftlichen Aufschwung, als Georg von Siemens Ende der 1890er Jahre das nur noch aus 389 ha bestehende Gut vom damaligen Besitzer Maximilian (Max) Birkner übernahm. Sein Vater, Johann Georg Siemens hatte bereits das Gut im südlicher gelegenen Ahlsdorf erworben. Nach seinem Tod wurde Georg von Siemens später somit Gesamtbesitzer von Ahlsdorf, Reinsdorf und Nonnendorf. Er war seit 1872 mit seiner Frau Elise Görz (1850–1938) verheiratet, die nach seinem Tod im Jahr 1901 Ahlsdorf als Lebensmittelpunkt wählte. Elise von Siemens war die Tochter der Franziska Barbara Aloisia Margarethe geborene Stumpf (1824–1885) und des Juristen und Politikers Joseph Görz.

### 20. bis 21. Jahrhundert

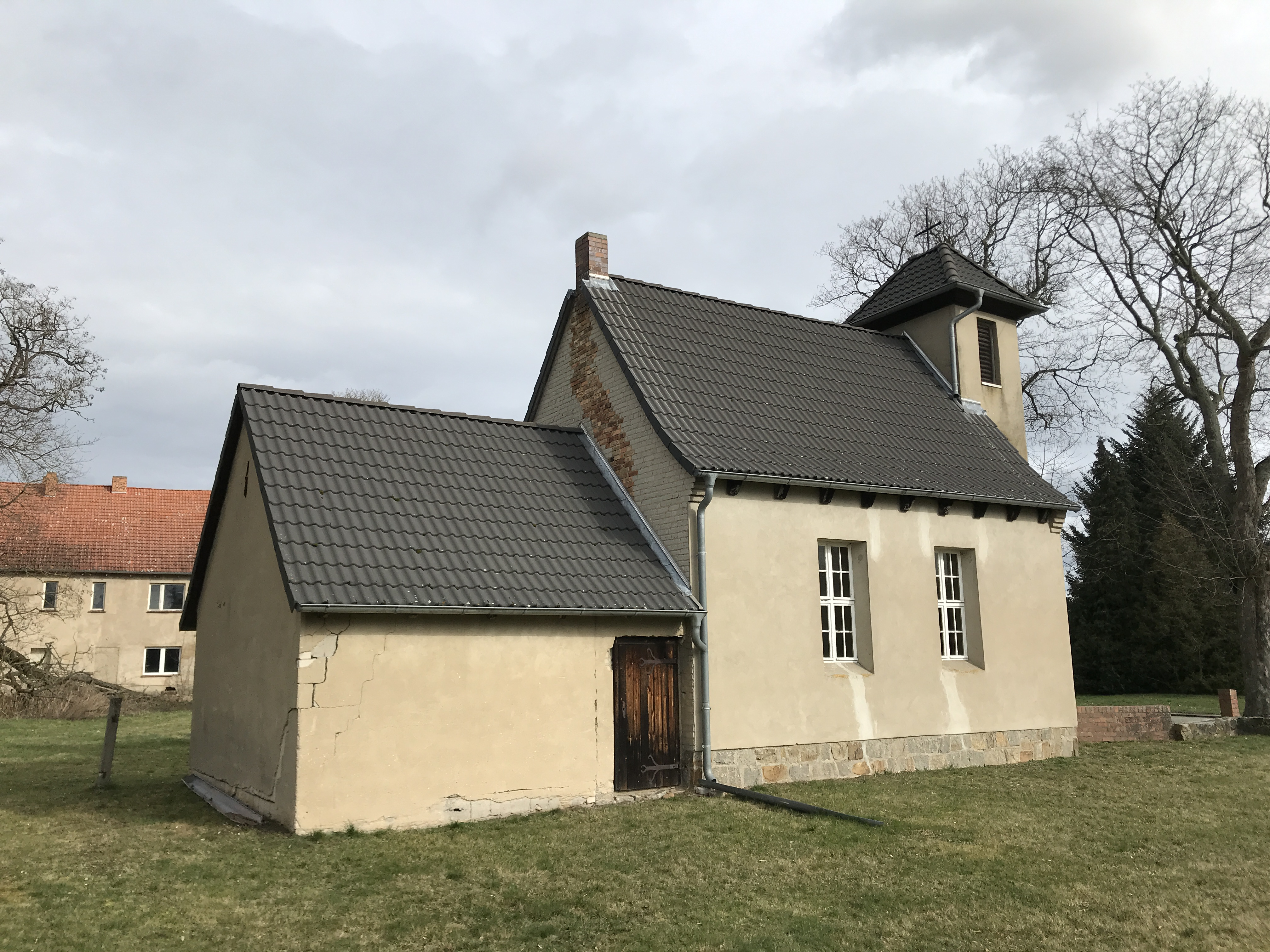
Dorfkirche Nonnendorf

Nonnendorf erhielt über ein Nebengleis, wie viele Nachbardörfer auch, nach 1900 einen Anschluss an die Jüterbog-Luckenwalder Kreiskleinbahnen. Auf Frau von Siemens’ Initiative entstand 1908 im Ort eine Spielschule für Gutsarbeiterkinder, die auch den übrigen Kindern im Dorf offenstand. 1914 gehörte das alte Rittergut Nonnendorf zum Kammergut Reinsdorf der Elisa von Siemens, war mit seinen 371 ha besitzbezogen faktisch nicht mehr eigenständige Gutseinheit. Ende der 1920er Jahre war das Bild identisch. Frau von Siemens war Eigentümerin des in der Größer gleichbleibendes Gutes im Ort und wohnte selbst mittlerweile in Berlin. Als Verwalter agierte der Administrator Oskar Saage von Reinsdorf aus. Nonnendorf behielt den Status eines Rittergutes. Gut Nonnendorf gehörte bis 1938 Elise von Siemens geb. Görz, und bis 1945 ihren Töchtern, den Schwestern der heute ausgestorbene Linie der Familie von Siemens mit historischen Kontext zu Nonnendorf. Dies waren Lili Kurlbaum, Mariele von Siemens, mit Theodor Wiegand verheiratet, Charlotte Schrader, Annette, Ehefrau des Karl Helfferich, sowie Dora Aschmann, verheiratet mit dem Diplomaten Gottfried Aschmann.
Nach dem Zweiten Weltkrieg wurde auch in Nonnendorf das Gut enteignet und die landwirtschaftlichen Flächen aufgeteilt. 307 Hektar Land kamen damit an 37 Neubauern und Umsiedler. Auf dem Gutsgelände entstand eine Sortieranlage für Kartoffeln, die von der LPG Hohenseefeld genutzt wurde. Im Juli 1952 wurde der inzwischen umbenannte Landkreis Luckenwalde aufgelöst und Nonnendorf wurde ein Teil des Kreises Jüterbog im Bezirk Potsdam. 1954 errichtete die Kirchengemeinde eine neue Kirche, eine von rund 70 neuen Sakralbauten, die in der Zeit der DDR entstanden. Die Dorfkirche diente dabei gleichermaßen für den Gottesdienst wie auch für den Unterricht von Schülern. Der Bahnbetrieb der Kleinbahn wurde 1964 eingestellt. Nach der Wende und der brandenburgischen Kreisreform 1993 gehörte die Gemeinde zum Landkreis Teltow-Fläming. Am 31. Dezember 1997 schlossen sich Nonnendorf und 13 weitere Gemeinden zu der Gemeinde Niederer Fläming zusammen, die seit dem 1. Januar 2018 vom Amt Dahme/Mark verwaltet wird. 2004 wurde die Kirche saniert und anschließend in den Jahren 2006 bis 2007 vom Berliner Künstler Uwe Mücklausch ausgemalt. Zahlreiche Wirtschaftsgebäude aus dem 19. Jahrhundert wurden 2007 abgerissen.

## Kultur und Sehenswürdigkeiten
- Die Dorfkirche Nonnendorf ist ein schlichter Putzbau aus dem Jahr 1954. Die Kirchenausstattung ist neuzeitlich.
- Das Backhaus an der Dorfstraße steht unter Denkmalschutz.
- Im Ort ist der Sportverein SSV Nonnendorf 1950 aktiv.

## Wirtschaft und Infrastruktur

### Wirtschaft und Politik
Im Ort sind zahlreiche landwirtschaftliche Betriebe tätig. Eine Agrargenossenschaft, hervorgegangen aus der ehemaligen LPG, ist der größte Arbeitgeber im Ort. Daneben gibt es eine Autowerkstatt, eine Tankstelle sowie ein Hotel mit angeschlossenem Restaurant. Nonnendorf wird gegenüber der Gemeinde von der Ortsvorsteherin Karin Lindner vertreten.

### Verkehr
Die Bundesstraße 102 führt von Nordwesten kommend in südöstlicher Richtung durch den Ort und teilt diesen in zwei Teile. Im Dorfzentrum stellen der Schlenzer Weg eine Verbindung nach Norden und der Wiepersdorfer Weg eine Verbindung nach Süden her. Über die Busverbindung 754 besteht ein Anschluss nach Luckenwalde und Jüterbog. Die nächstgelegene überregionale Bahnverbindung befindet sich am rund 19 km entfernten Bahnhof Jüterbog.

## Söhne und Töchter des Ortes
- Franziska Liepack (* 1981), deutsche Fußballerin, begann ihre Karriere beim SSV Nonnendorf